# Indische Instelling
De Indische Instelling was een opleidingsinstituut in Delft waar onderwezen werd in taal-, land- en volkenkunde van het toenmalig Nederlands-Indië. De onderwijsinstelling, waar studenten werden opgeleid tot bestuursambtenaar in Nederlands-Indië, heeft bestaan van 1864 tot 1901.

## Aanleiding
De oprichting van de Indische Instelling was een gevolg van de opheffing van de Indische opleiding aan de Koninklijke Academie te Delft. Deze opheffing kwam voort uit de Wet op het Middelbaar Onderwijs die door Thorbecke was ingediend en door het parlement werd aangenomen op 2 mei 1863. Als gevolg hiervan werd de Koninklijke Academie in 1864 opgeheven en werden de verschillende opleidingen herschikt of opgeheven. De technische vakken zouden voortaan ondergebracht worden bij de Polytechnische School en een groot deel van de docenten, hoogleraren en leraren werd bij de Polytechnische School herplaatst. De Indische opleiding in Delft werd gestaakt en het Rijk richtte een nieuwe opleiding voor Indische Wetenschappen op aan de Leidse universiteit. Het gemeentebestuur van Delft legde zich hier niet bij neer en onder leiding van burgemeester Van Kuyk werd de Indische Instelling opgericht.

## Voorgeschiedenis: Indische opleidingen in Nederland

### Poging Leidse Hogeschool
Rond 1825 werd naar aanleiding van een oproep van gouverneur-generaal Van der Capellen tot hervorming van het ambtenarenapparaat in de koloniën een poging gedaan een opleiding in Leiden op te zetten voor toekomstige ambtenaren in Nederlands-Indië. Deze Van der Capellen had, evenals Koning Willem I, geuit voorstander te zijn van een opleiding tot Indisch ambtenaar naar Engels model, met als voorbeeld het East India College te Haileybury. Hoofdambtenaar J.C. Baud en de toenmalige administrateur van Onderwijs, Kunsten en Wetenschappen, D.J. van Ewijck, schreven een voorstel voor een driejarige opleiding die aan de Leidse Hogeschool, voorloper van de Leidse universiteit, zou moeten worden gegeven. Het curriculum zou in de eerste plaats uit taalonderwijs bestaan (Arabisch, Maleis en Javaans), maar de studenten zouden ook grondig onderricht krijgen in rekenkunde en algebra, en daarnaast in vakken als boekhouden, meetkunde, trigonometrie (nodig voor landmeetkunde), aardrijkskunde en geschiedenis, staathuishoudkunde, enz. De plannen werden echter gedwarsboomd door de Java-oorlog en het voornemen tot de oprichting van een militaire academie. In mei 1826 werd deze Koninklijke Militaire Academie te Breda inderdaad in het leven geroepen, wat leidde tot de opheffing van de Artillerie- en Genieschool in Delft.

### Koninklijke Academie te Delft
Het gemis in Delft van de Artillerie- en Genieschool zou in januari 1842 worden goedgemaakt met de oprichting van de Koninklijke Academie. Deze instelling kreeg als locatie Oude Delft 95, het pand waarin de voormalige Artillerie- en Genieschool gevestigd was geweest. De studenten werden opgeleid tot burgerlijk ingenieur voor de waterstaat of de mijnwerken, in Nederland en in de koloniën. Ook zouden er kwekelingen voor de handel worden opgeleid. Eerste directeur werd ingenieur en cartograaf Antoine Lipkens (1782-1847). Voor Koloniën zou dit Koninklijk Besluit betekenen dat zowel de civiel ingenieurs als de ingenieurs voor de koloniale waterstaat voortaan niet meer in Breda werden opgeleid, maar in Delft. Echter, spoedig bleek enerzijds de Academie om geld verlegen en anderzijds de behoefte bij Koloniën te leven voor een betaalbare opleiding van Indische bestuursambtenaren. Op 28 juni 1842 legde Baud uitgewerkte plannen voor aan de Koning voor een opleiding van Indische ambtenaren, die met deze constructie een bredere basis zou krijgen door de toevoeging van verschillende praktische (Delftse) vakken. Met een Koninklijk Besluit in juli 1842 werd de Delftse academie mede dienstbaar gemaakt aan de opleiding van bestuursambtenaar in Nederlands-Indië. De benodigde middelen zouden door het Ministerie van Koloniën worden gedragen. Bij een tweede Koninklijk besluit werd Taco Roorda tot hoogleraar benoemd in de oosterse taal-, land- en volkenkunde.

#### Curriculum
De studenten aan deze - brede - Indische opleiding, ook wel Indologie genoemd, kregen de eerste twee jaar naast vrij beperkt taalonderwijs les in typische Delftse vakken, zoals landmeetkunde, werktuigkunde, geodesie en bouwkunde, scheikunde en natuurkunde. Daarnaast behoorden drie moderne talen, Italiaans boekhouden en nog enkele vakken als staathuishoudkunde, natuurlijke historie, handtekenen en geologie tot het curriculum. Dit programma werd pas in het derde jaar verrijkt met intensief onderwijs in het Javaans en Maleis en met lessen Mohammedaans en inlands recht.

#### Opheffing Koninklijke Academie en nieuwe opleiding in Leiden
Met de wet op het Middelbaar onderwijs van 1863, welke al sinds 1848 op de plank lag, werd de Koninklijke Academie opgeheven en moest deze uiterlijk 1 juli 1864 de deuren sluiten. Delft kreeg in 1864 een Polytechnische School, bij wet geregeld. Maar wettelijk was er niets geregeld over de Delftse ambtenarenopleiding en daarmee zou deze per 1 juli 1864 komen te vervallen. Thorbecke had echter al in 1862 een commissie opgericht die zich zou buigen over het onderwijs in de Indische wetenschappen in Nederland. Deze commissie kreeg de boodschap mee dat de opleiding in Delft 'niet voldoende' was en de opleiding ondergebracht diende te worden bij een universiteit, waarbij de keuze viel op Leiden. Wel zou deze opleiding aan een afzonderlijke rijksinstelling moeten worden verbonden.
Uiteindelijk werd in 1864 bij wet geregeld dat van rijkswege een opleiding in de Indische taal-, land- en volkenkunde zou worden opgericht, gevestigd in Leiden, waar zou worden onderwezen in: Indische taal- en letterkunde, land- en volkenkunde van Nederlands-Indië, geschiedenis van Nederlands-Indië, het publiek recht en het bestuursstelsel in Nederlands-Indië en de godsdienstige wetten, volksinstellingen en gebruiken in Nederlands-Indië. Het onderwijs zou gegeven worden door hoogleraren. Met de totstandkoming van deze wet werden de organisatorische banden tussen de technologische, de commerciële en de indologische studierichtingen opgeheven en de Indische opleiding verplaatst naar Leiden. Niet alleen de opleiding werd verplaatst naar Leiden, ook hoogleraar Taco Roorda vertrok naar Leiden, alsmede de collectie etnografica en de bibliotheekcollectie behorend tot de afdeling 'Nederlandsche Koloniën', die tenslotte rijkseigendom waren.
Tot op dat moment waren er in totaal 318 Oost-Indische ambtenaren in Delft afgestudeerd, een opleiding voor West-Indië was nooit van de grond gekomen.

## Oprichting Indische Instelling

### Begin

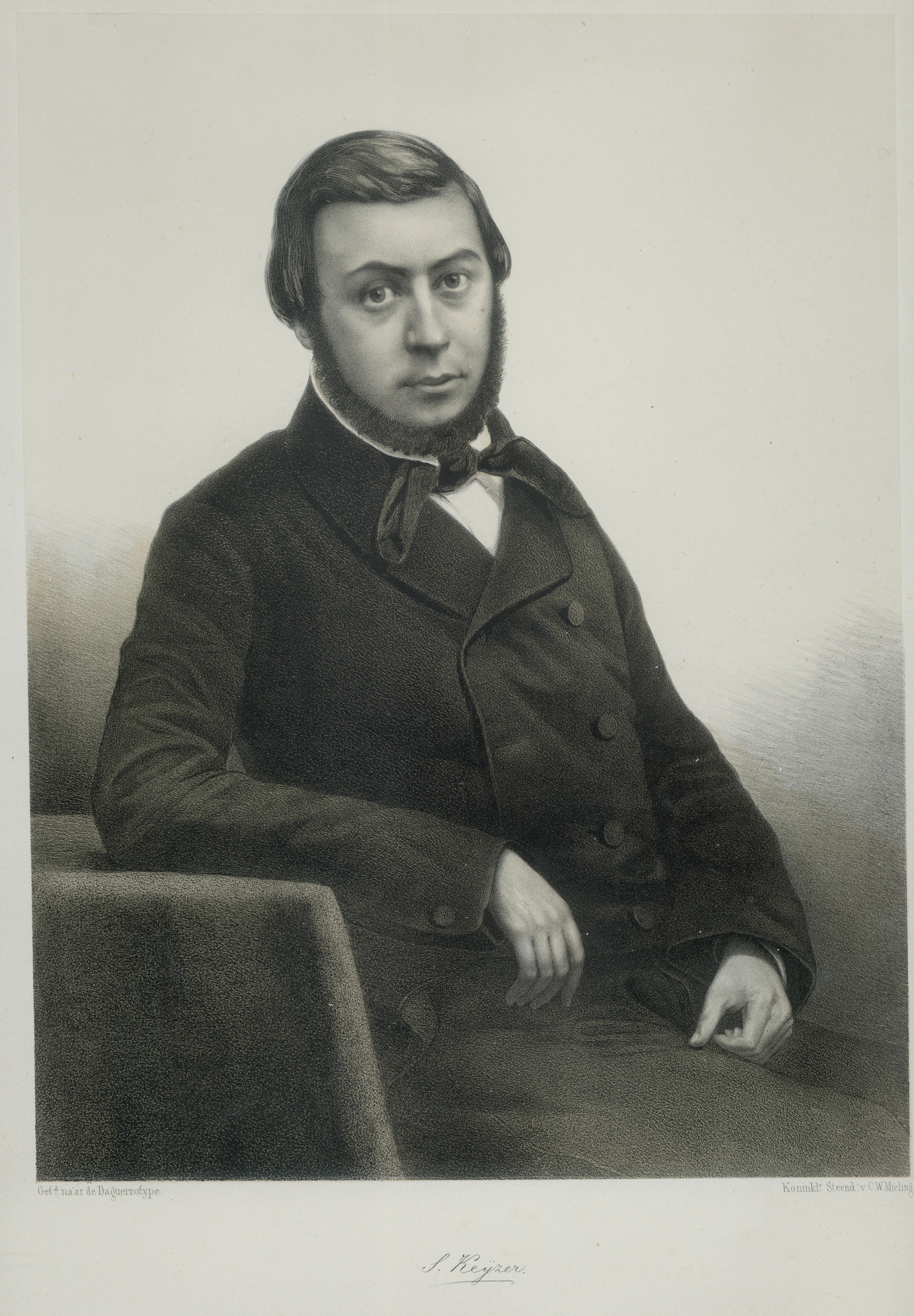
Mr.dr. S. Keyzer, eerste directeur Indische Instelling. (coll. SAD)

Het Delfts stadsbestuur besloot tot oprichting van een eigen opleidingsinstituut: De Instelling van onderwijs in de Taal-, Land- en Volkenkunde van Nederlandsch Oost-Indië, kortweg de 'Indische Instelling'. De instelling nam ten dele het docentencorps van de Academie over en ook de meerderheid van de studenten bleef Delft verkiezen boven Leiden. Directeur werd mr. Salomo Keyzer, eerder hoogleraar aan de academie.
Voor de duur van dertig jaar bestonden in Nederland zo twee opleidingen naast elkaar die elk een curriculum boden ter voorbereiding op het grootambtenaarsexamen, dat in 1864 werd ingevoerd.
Omdat echter een merendeel van de bevolking leek te denken dat de opleiding in Leiden hoger in rang stond, werd volgens het 'Bataviaasch Handelsblad' in 1872 de gemeenteraad verzocht de leraren aan de Indische Instelling de titel hoogleraar te schenken.

### Docenten en curriculum
Bij oprichting van de Indische Instelling bestond het docentencorps uit mr. S. Keyzer (tevens directeur), J.J. Meinsma voor Javaans, J.R.P.F. Gonggrijp voor Maleis en oud-ingenieur van de Indische Waterstaat G.L. Brocx voor landmeten en waterpassen. In 1865 werd daar Arabicus en Islamoloog A.W.T. Juynboll als vijfde docent aan toegevoegd.
Bij het eerste grootambtenaarsexamen (B) in 1865 behaalde Delft met 18 geslaagden van de 23 deelnemers een grote overwinning op Leiden, waar slechts 11 van de 23 kandidaten het examen met succes aflegden. In de jaren daarna bleek ook bij de inschrijvingen Delft favoriet bij de studenten (en hun ouders); het aantal leerlingen groeide. Voor de Leidse hoogleraren vormde het teruglopend aantal inschrijvingen aldaar geen bedreiging, de instelling werd immers door het rijk betaald.

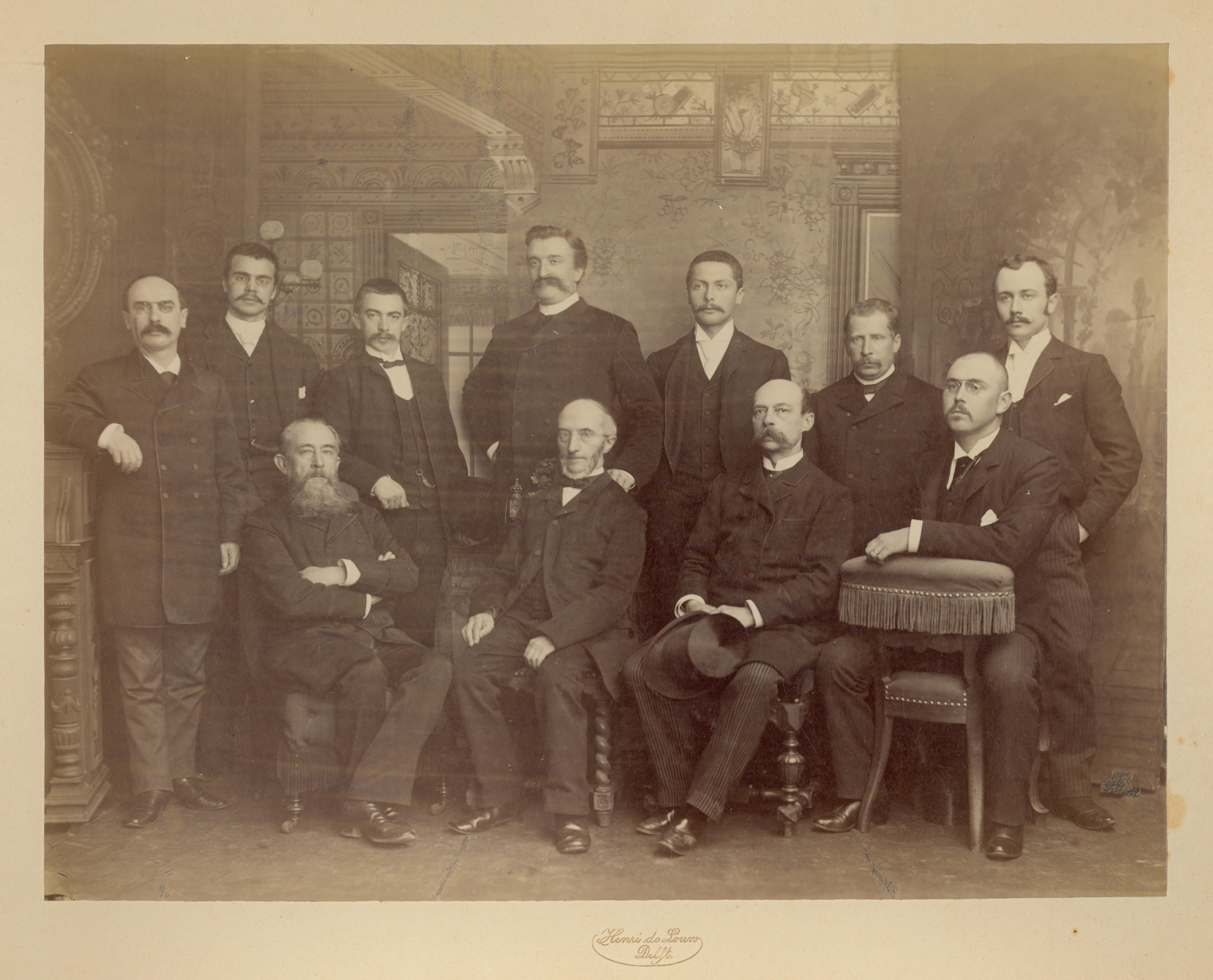
Groepsfoto met hoogleraren, lectoren en studenten ter gelegenheid van het 25-jarig jubileum van de Indische Instelling. (coll. SAD)

Terwijl Leiden veel hoogleraren maar weinig studenten had, was de situatie in Delft omgekeerd. Directeur en docent Keyzer gaf zowel geschiedenis als publiek- en Mohammedaans recht. Hij overleed echter al in 1848, op 45-jarige leeftijd. Gonggrijp gaf Maleis, en vanaf 1870 ook les in het Sundanees. Vanaf 1869 zou Jaques Spanjaard de voorheen door Keyzer gegeven lessen in de Indische staatsinstelling geven. Meinsma volgde Keyzer op als directeur. Na diens dood werd Spanjaard in 1886 directeur van de instelling. Na het overlijden van Meinsma werden zijn lessen gegeven door H.C. Humme (1826-1892), weer later door C. Poensen (1836-1919) en vanaf 1879 door J.A. van den Broek (1844-1897). De lessen van Juynboll in Moslims recht werden na diens overlijden in 1887 overgenomen door Islamoloog L.W.C. van den Berg. De vakken Makassaars en Buginees werden gegeven door de in 1873 tot hoogleraar in de Indische land- en volkenkunde benoemde theoloog G.K. Niemann (1823-1905). In 1893 werd de gewezen Indische rechterlijk ambtenaar J.C.Th. Heijligers als hoogleraar in de juridische vakken toegevoegd aan het docentencorps.
De Indische ambtenaarsopleiding onderging in de jaren negentig een paar belangrijke veranderingen. In 1891 werd de opleidingsduur van twee naar drie jaar opgehoogd en in 1893 werden zowel het programma als het examen verzwaard door het Javaans en Maleis verplicht te stellen. De pogingen die directeur Spanjaard, nota bene samen optrekkend met zijn Leidse 'rivaal' Van der Lith, om tot de oprichting van een rijksinstelling te komen, werden echter niet beantwoord, ondanks dat Minister van Koloniën Keuchenius er wel oren naar had. De verzwaring van de opleiding pakte echter wel gunstig uit voor Delft; voortaan zou de Indische Instelling subsidie van het rijk krijgen.

### Bekende studenten
- Willem Beijerinck (1857-1900)

### Locatie
Aanvankelijk werden de colleges gegeven in een schoolgebouw bij de Stadsdoelen, maar in 1875 verhuisde de instelling naar de voormalige zogenoemde 'treinkazerne' aan de Oude Delft 69. Een deel daarvan was al in 1863 verbouwd tot school en werd daarbij voorzien van een nieuwe voorgevel. Ook had de Indische Instelling een deel van het naastgelegen voormalige Generaliteitsmagazijn in gebruik. In 1879 maakte gemeentearchitect C.J. de Bruyn Kops een ontwerp om de school uit 1863 in dezelfde stijl naar links uit te breiden, waardoor een brede, classicistische voorgevel zou ontstaan. Het plan werd niet uitgevoerd en pas in 1895 werd er een brede voorgevel gebouwd, in neo-renaissancestijl, naar een ontwerp van de toenmalige gemeentearchitect, M.A.C. Hartman.

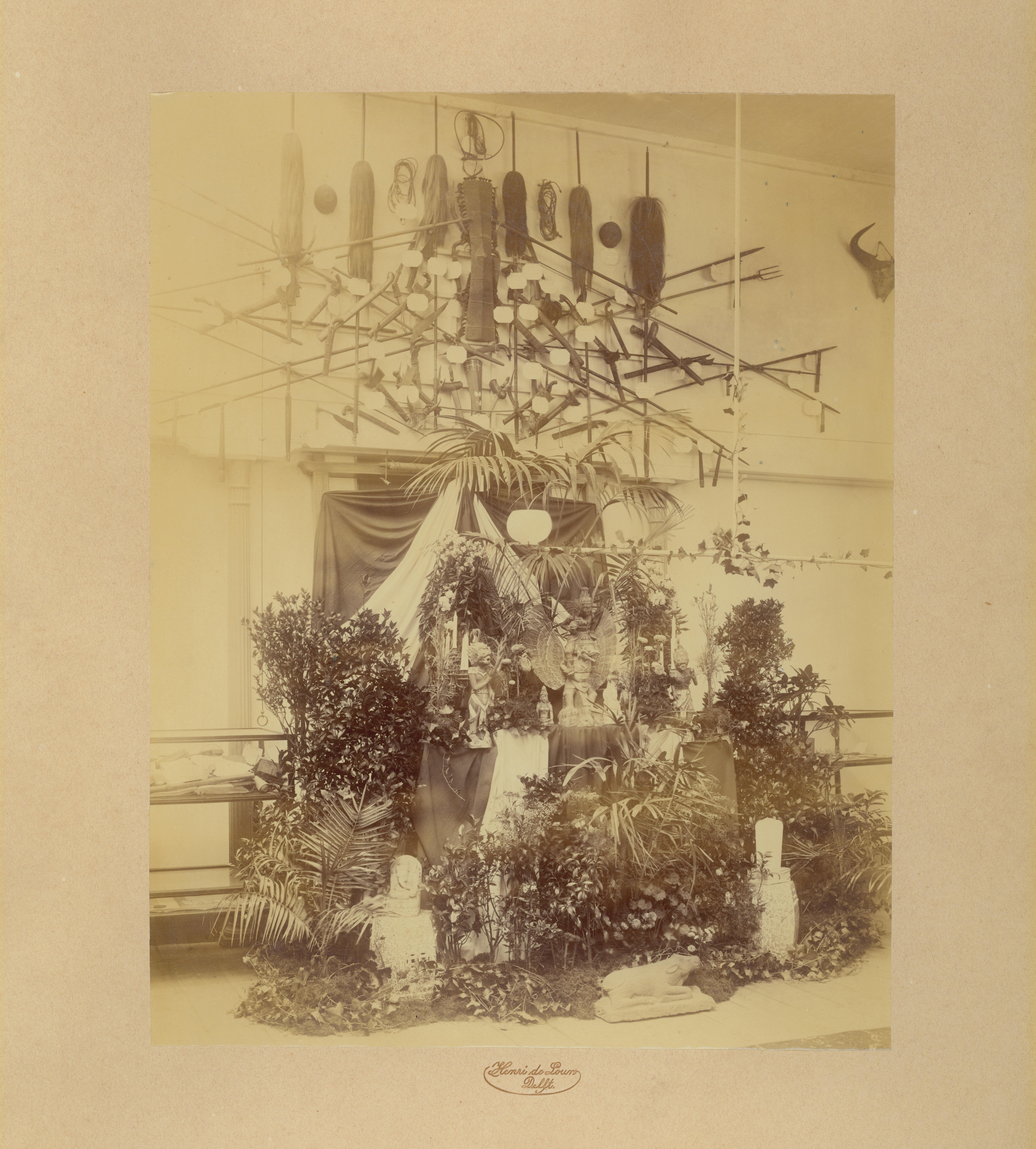
Tentoonstelling ter gelegenheid van het 25-jarig bestaan van de Indische Instelling aan de Oude Delft 65-69, 1889

## Opheffing Indische Instelling

### Laatste jaren
Hoewel het aantal studenten in de jaren negentig flink groeide, was er ook kritiek. De opleiding in Delft zou te schools en niet academisch zijn en bovendien de studenten opschepen met nutteloze kennis, aldus de Indische rechterlijk ambtenaar M.M.W. Pennink, al in 1883. En ook tien jaar later had de Indische controleur mr.dr. H.J.E. Tendeloo, oud-student aan 'de Indische' die  tijdens een  vijfjarig verlof een meestergraad en een docterstitel behaalde in Leiden, veel kritiek op hoe in Delft studenten werden gedresseerd voor het examen. Bovendien was het percentage studenten dat zakte voor de examens in de loop der tijd gegroeid. Desondanks leidde de Indische Instelling nog steeds meer ambtenaren op dan de Indische dienst kon aannemen.  De neergang in het studentenaantal zette zich in 1897 in. In het collegejaar 1897-98 waren er nog slechts veertien eerstejaars, het jaar daarop acht en het jaar erna vier. De gemeente Delft had het Rijk nog vergeefs gevraagd om een verhoging van de subsidie. Rond dezelfde tijd werd bovendien in de Staatscourant bekendgemaakt dat er geen nieuwe uitzendingen van ambtenaren naar Indië nodig waren. De gemeenteraad besloot in juni 1900 op voorstel van B en W dat er in het nieuwe collegejaar geen nieuwe studenten zouden worden toegelaten. Op 1 september 1900 sloot de Indische Instelling haar deuren. Besloten werd dat de instelling per 1 januari 1901 zou worden opgeheven. De sluiting was enerzijds een gevolg van een overvloed aan gediplomeerden, anderzijds van de aanhoudende kritiek in zowel Den Haag als in Batavia op de kwaliteit van het onderwijs.

### Nadien
Na opheffing van de Indische Instelling werd het gebouw met de beide woningen ten zuiden daarvan en de oude burgeravondschool erachter verkocht aan het Rijk en in gebruik genomen door de Polytechnische School. De bibliotheek van de instelling werd aanvankelijk ondergebracht in de bovenlokalen, tot deze in 1904 voor fl. 75.000 werd verkocht aan de Königliche Bibliothek zu Berlin, onderdeel van de Staatsbibliothek zu Berlin. De collectie etnografica werd ondergebracht in het in 1911 opgerichte Etnografisch Museum te Delft, in 1977 hernoemd tot Museum Nusantara, dat in 2013 haar deuren sloot. Het complex waartoe Oude Delft 69 behoorde, werd in 1925 verbouwd, waarna de Delftse politie en brandweer er werden ondergebracht, tot deze in 1994 verhuisden naar nieuwbouw. In 1998 zijn in de in 1959 samengevoegde panden van Oude Delft 69 en Oude Delft 71 dertien appartementen gerealiseerd. Het archief van de Indische Instelling bevindt zich in het Stadsarchief Delft.